# Peperomia brasiliensis
Peperomia brasiliensis là một loài thực vật có hoa trong họ Hồ tiêu. Loài này được (Miq.) Miq. miêu tả khoa học đầu tiên năm 1852.